# Obersaxen Mundaun
Obersaxen Mundaun is een gemeente in het district Surselva dat behoort tot het Kanton Graubünden.

## Geschiedenis
Obersaxen Mundaun is een fusiegemeente ontstaan op 1 januari 2016 uit de gemeenten Obersaxen en Mundaun.

## Geografie
Obersaxen Mundaun heeft een oppervlakte van 70,36 km² en grenst aan de gemeenten Breil/Brigels, Ilanz/Glion, Lumnezia, Sumvitg, Trun en Waltensburg/Vuorz.

## Bevolking
Obersaxen Mundaun heeft 1139 inwoners in 2014, die de talen Duits en Reto-Romaans spreken.